# ミーガン・スミス
ミーガン・J・スミス（1964年10月21日生） は、アメリカのエンジニアでありテクノロジストである。彼女は、米国第3代最高技術責任者（US CTO）と大統領補佐官として、バラク・オバマ大統領の下で奉仕した。また、彼女は、プラネット・アウト社の元CEOで、General Magicでは初期のスマートフォンの開発に携わった後、Google.orgのジェネラルマネージャー、Google[x]の副社長を9年間務め、Women Techmakersを共同で設立した。他にも、MITとVital Voicesの役員を務め、USAID Advisory Committee on Voluntary Aidのメンバーであり、Malala Fundの共同設立者でもある。現在スミスは、shift7のCEO兼創業者である。2014年9月4日には、トッド・パークの後任として、2017年1月まで3人目の（そして初の女性の）米国CTOに指名された 。    

## 初期の人生と教育
スミスはニューヨーク州バッファローとオンタリオ州フォートエリーで育ち 、母であるジョアン・アスペル・スミスがChautauqua Children's Schoolのディレクターを務めていたニューヨーク州ChautauquaにあるChautauqua Institutionで多くの夏を過ごした。スミスは1982年にCity Honors Schoolを卒業。その後、1986年にマサチューセッツ工科大学で機械工学の学士号を、1988年には修士号を取得し、MITメディアラボで修士論文を完成させた。また、MITの学生チームの一員として、ソーラーカーを設計・製作し、オーストラリアのアウトバックを2000マイル横断する初の大陸横断ソーラーカーレースに参加した。

## キャリア
その後、Apple Japan（東京）やGeneral Magic（カリフォルニア州マウンテンビュー）など、さまざまなスタートアップ企業で、スマートフォンの新技術のプロダクトデザインを担当した。1996年にPlanet OutへCOOとして入社し、1998年からは最高経営責任者として、同社とGay.comの合併を指揮した。
2003年に彼女はGoogleに入社、そこで彼女は新規事業開発担当バイスプレジデントに昇進し、グローバルエンジニアリングおよび製品チーム全体で初期段階のパートナーシップ、パイロット調査、および技術ライセンスを主導した。彼女は、Keyhole （Google Earth）、Where2Tech（Google Maps）、 Picasaなど、多くの初期の買収を主導し、後にGoogleの慈善部門であるGoogle.orgのゼネラルマネージャーも引き継いだ。スミスは、GoogleのSolve for Xソリューションアクセラレーションプログラム2012-14を共同作成および共同ホストした。2012年には、Googleのダイバーシティイニシアチブ「Women Techmakers」を立ち上げ、技術系女性の認知度、コミュニティ、リソースをグローバルに拡大した。
2014年、彼女はGoogleを離れ第3代米国CTOになった。その役割において、スミスは、AI、データサイエンス、オープンソースから、包括的な経済成長、起業家精神、構造的不平等、政府の技術革新能力、STEM/STEAMエンゲージメント、労働力開発、刑事司法改革に至るまで、差し迫った問題に協力して政府全体に役立つ最高の技術者を採用した。彼女のチームは、官民プログラムTechHire、Computer Science for Allイニシアチブ、Image of STEMキャンペーンなど、オールハンズオンデッキのイニシアチブを共同で作成することにより、幅広い能力開発に焦点を当てた。2017年にホワイトハウスを去った後、彼女は技術部門の多様性を促進することを目的としたTech JobsTourの立ち上げを支援した。スミスはMITの理事会、Vital Voices、LA2028 、Think of Us、およびMITメディアラボとAlgorithmic JusticeLeagueの諮問委員会の委員を務めている。彼女はまた、MITの著名なキャロルL.ウィルソン賞の賞選考委員会のメンバーでもある。宇宙ステーションの建設プログラム、ソーラー調理用ストーブなど、幅広いエンジニアリングプロジェクトに貢献してきた。
彼女は、STEM教育とイノベーションの積極的な支持者である。
彼女は、毎年恒例のGrace Hopper Celebration of Women in Computingで技術者に公務員として働くよう呼びかけ、ハーバード大学の数人の学生に、米国の学部生と大学院生向けのデータサイエンスとテクノロジーのインターンシッププログラムを作成する全国的な非営利団体Coding it Forwardを設立するよう州の連邦機関に促した。
2018年3月の時点で、彼女はshift7のCEO兼創設者であり、体系的な経済、社会、環境の課題への影響を迅速化するための技術革新的で包括的なイノベーションに取り組んでいる。

## 賞などの選出
- 2001年、2002年 世界経済フォーラムテクノロジーパイオニア [31]
- 2012年[32]および2013年に米国で最も強力なLGBTの50人の1人としてOut誌にリストされる[33]
- 2003年から2004年 スタンフォード大学のロイターデジタルビジョンプログラムフェロー[34]
- 2000年 ウェブ上の女性トップ25[35]
- 1999年および2000年 Upside Magazine 100 Digital Elite[36]
- 1999年 アドバタイジングエイジi.20 [37]
- 1999年 インターネットリーダーシップのためのGLAADインタラクティブメディア賞[38]
- 2015年 充電バッファロー賞[39]
- 2015年 マトリックスの殿堂[40]
- 2019年 Business Insider 23 最も強力なLGBTQ +のテクノロジー業界の人々[41]

## 私生活
スミスは1999年にマリン郡でテクノロジーコラムニストのカラ・スウィッシャーと結婚した （カリフォルニアで同性結婚が合法になる前）。彼らにはルイとアレクサンドルの2人の息子がいるが、離婚している。